# Ібрагім Суваєд
Ібрагім Суваєд (араб. إبراهيم سويد, нар. 21 липня 1974, Абха) — саудівський футболіст, що грав на позиції півзахисника.
Виступав, зокрема, за клуби «Аль-Аглі» та «Аль-Іттіхад», а також національну збірну Саудівської Аравії.

## Клубна кар'єра
У дорослому футболі дебютував 1997 року виступами за команду клубу «Аль-Аглі», в якій провів сім сезонів. 
У 2004 році перейшов до клубу «Аль-Іттіхад», за який відіграв 5 сезонів. Завершив професійну кар'єру футболіста виступами за команду «Аль-Іттіхад» (Джидда) у 2009 році.

## Виступи за збірну
У 1997 році дебютував в офіційних матчах у складі національної збірної Саудівської Аравії. Протягом кар'єри у національній команді, яка тривала 9 років, провів у формі головної команди країни 58 матчів, забивши 12 голів.
У складі збірної був учасником розіграшу Кубка конфедерацій 1997 року у Саудівській Аравії, чемпіонату світу 1998 року у Франції, розіграшу Кубка конфедерацій 1999 року у Мексиці, чемпіонату світу 2002 року в Японії і Південній Кореї.

## Титули і досягнення
- Переможець Кубка арабських націй: 1998
- Переможець Кубка націй Перської затоки: 2003